# Синдром на Едуардс
Синдромът на Едуардс (познат още като тризомия по 18-а хромозома) е вид геномна мутация при хората, която се причинява от присъствието на допълнително копие от 18-а хромозома. Засяга много части от тялото. Бебетата се раждат малки и с вродени сърдечни проблеми.
Заболяването е описано за пръв път през 1960 г. от британския генетик Джон Хилтън Едуардс. След Синдрома на Даун, това е втората по честота тризомия. Честотата заболяването е 1:6000, като около 80% от засегнатите са жени. По-голямата част от фетусите с тризомия 18 умират преди да се родят. Вероятността за поява на тази аномалия се увеличава с напредване на възрастта на майката. Носителите на този синдром имат много малък процент да оживеят, което се дължи на наличието на сърдечни и бъбречни аномалии, както и други нарушения във вътрешните органи.
Децата, родени със синдрома на Едуардс, често имат някои от следните характеристики: малформации в бъбреците, структурни дефекти при развитието на сърцето, атрезия на хранопровода, умствено изоставане, проблеми с растежа, трудности при хранене, трудности при дишане, малка глава с изпъкнала задна част, малформации в развитието на ушните миди, малки челюсти, наличие на устни и/или небни цепки, недоразвити пръсти и нокти.
Тризомия по 18-а хромозома се получава често при грешки във второто мейотично делене. В малък процент от случаите само в някои клетки на организма се намира допълнителното копие на 18 хромозома. Тези индивиди са т.нар. „мозайки“. Макар и много рядко, при синдрома на Едуардс част от 18-а хромозома се транслокира (премества) върху друга хромозома, като така засегнатите индивиди имат две нормални копия от хромозома 18 и още едно – транслокиралата се част върху другата хромозома. Болните, при които има наличие на транслокация проявяват значително по-леки симптоми от тези, при които са налични три пълни копия от 18-а. От 495 случая, диагностицирани във Великобритания със синдрома на Едуардс за 2008 – 2009 г., 92% са направени пренатално.
Повечето случаи на смърт на индивидите със синдрома на Едуардс са предхождани от затруднено дишане и сърдечни аномалии. Според статистиката, 50% от родените със синдрома на Едуардс не преживяват първата седмица след раждането си. Средната продължителност на живот е от 5 до 15 дни. Само 8% от родените със заболяването преживяват първата си година. 1% от децата преживяват до 10-ата си година.